# Тілесна модель
Модель тілесна (англ. corporal model; нім. körperliches Modell n; рос. модель телесная) — стереологічна побудова, яка дозволяє зрозуміти, що являє собою об’єкт в об’ємі, яка його структура, з яких індивідів (елементів) складається, яка їх форма, розміри, як вони розподілені в просторі та поєднані між собою. На підставі аналізу цих даних висвітлюється послідовність генетичних подій, що змінювали одна одну в процесі формування об’єкта. 
Застосовується у мінералогії для вивчення розвитку мінералу від акту зародження до останнього моменту його формування.